# Microsoft SwiftKey
O SwiftKey é um teclado virtual disponível para dispositivos Android e iOS, tanto smartphones quanto tablets. Destaque-se pelo bom sistema de previsão de escrita, com base na inteligência artificial e como os usuários interagem à forma como escreve. O SwiftKey foi criado em 2008 por Jon Reynolds e por Ben Medlock. Sua sede fica em Southwark, Londres, e outros escritórios estão localizados em São Francisco, nos Estados Unidos, e em Seul, na Coreia do Sul. Encontra-se disponível, também, para Windows 10.